# Buena Vista (Georgia)
Buena Vista – miasto w Stanach Zjednoczonych, w stanie Georgia, siedziba administracyjna hrabstwa Marion.